# Frank Höfle
Frank Höfle (22 de noviembre de 1967) es un deportista alemán que compitió para la RFA en esquí de fondo adaptado, biatlón adaptado y ciclismo adaptado en ruta. Ganó 21 medallas en los Juegos Paralímpicos de Invierno entre los años 1988 y 2006, y tres medallas en los Juegos Paralímpicos de Verano en los años 1992 y 1996.

## Palmarés internacional
| Representando a la RFA   |                          |                   |                           |
| Juegos Paralímpicos      |                          |                   |                           |
| Año                      | Lugar                    | Medalla           | Prueba                    |
| 1988                     | Innsbruck (Austria)      | Medalla de oro    | 15 km distancia corta B2  |
| 1988                     | Innsbruck (Austria)      | Medalla de oro    | 30 km distancia larga B2  |
| Representando a Alemania |                          |                   |                           |
| Juegos Paralímpicos      |                          |                   |                           |
| Año                      | Lugar                    | Medalla           | Prueba                    |
| 1992                     | Albertville (Francia)    | Medalla de oro    | 10 km distancia corta B2  |
| 1992                     | Albertville (Francia)    | Medalla de oro    | 30 km distancia larga B2  |
| 1992                     | Albertville (Francia)    | Medalla de plata  | 3 × 5 km B1-3             |
| 1994                     | Lillehammer (Noruega)    | Medalla de oro    | 5 km B2                   |
| 1994                     | Lillehammer (Noruega)    | Medalla de oro    | 10 km B2                  |
| 1994                     | Lillehammer (Noruega)    | Medalla de oro    | 20 km B2                  |
| 1994                     | Lillehammer (Noruega)    | Medalla de plata  | 4 × 5 km de pie/ceguera   |
| 1998                     | Nagano (Japón)           | Medalla de oro    | 5 km B2                   |
| 1998                     | Nagano (Japón)           | Medalla de plata  | 5 km B2                   |
| 1998                     | Nagano (Japón)           | Medalla de plata  | 4 × 5 km de pie/ceguera   |
| 1998                     | Nagano (Japón)           | Medalla de bronce | 20 km B1-3                |
| 2002                     | Salt Lake City (EE. UU.) | Medalla de oro    | 5 km B2                   |
| 2002                     | Salt Lake City (EE. UU.) | Medalla de oro    | 10 km B2                  |
| 2002                     | Salt Lake City (EE. UU.) | Medalla de bronce | 20 km discapacidad visual |
| 2006                     | Turín (Italia)           | Medalla de plata  | 5 km discapacidad visual  |

| Representando a Alemania |                          |                   |                |
| Juegos Paralímpicos      |                          |                   |                |
| Año                      | Lugar                    | Medalla           | Prueba         |
| 1992                     | Albertville (Francia)    | Medalla de oro    | 7,5 km B2-3    |
| 1994                     | Lillehammer (Noruega)    | Medalla de oro    | 7,5 km B2      |
| 1998                     | Nagano (Japón)           | Medalla de oro    | 7,5 km B2      |
| 2002                     | Salt Lake City (EE. UU.) | Medalla de bronce | 7,5 km ceguera |

| Representando a Alemania |                    |                   |                                               |
| Juegos Paralímpicos      |                    |                   |                                               |
| Año                      | Lugar              | Medalla           | Prueba                                        |
| 1992                     | Barcelona (España) | Medalla de oro    | Ruta tándem clase abierta                     |
| 1992                     | Barcelona (España) | Medalla de bronce | Contrarreloj tándem por equipos clase abierta |
| 1996                     | Atlanta (EE. UU.)  | Medalla de bronce | Ruta tándem clase abierta 100/120k            |